# Isabelle Antena
 (février 2024).
Si vous disposez d'ouvrages ou d'articles de référence ou si vous connaissez des sites web de qualité traitant du thème abordé ici, merci de compléter l'article en donnant les références utiles à sa vérifiabilité et en les liant à la section « Notes et références ».
Isabelle Antena (Powaga-Moulin), née à Villepinte le 28 mai 1960, est auteur, compositeur et interprète française.

## Biographie
Isabelle Antena a toujours chanté. Elle a écrit sa première chanson quand elle avait seulement 5 ans. Elle a commencé à étudier la musique à 8 ans, à jouer de la clarinette à 10 ans ; elle a acheté sa première guitare acoustique à 12 ans et sa première guitare électrique à 17 ans puis l'a échangé l'année d'après pour un piano électrique.
Elle trouve le nom de son groupe, Antena, lors de sa rencontre avec Catherine Ringer des Rita Mitsouko : cette dernière lui propose de faire la première partie du groupe lors de leur premier concert à l'usine de Pali Kao dans le 20e arrondissement de Paris. En discutant, Catherine Ringer et Isabelle Antena trouvent le nom Antena en référence à la chanson "Antenna" de Kraftwerk. Elle supprime le second "n" pour donner une consonance hispanique. 
Elle signe son premier contrat avec les disques du crépuscule au début des années 1980. Camino del sol est enregistré en février 1982, en 5 jours, par Gilles Martin (Miossec, Tuxedomoon). Suivra l'enregistrement de quelques chansons pour les compilations à thème de Crépuscule. 
Elle enregistrera pendant deux années dans les meilleurs studios britanniques (Trident 1 et 2, Sarm et Jacobs), avec l'ingénieur du son (devenu depuis célèbre producteur) Alan Moulder et Martin Hayles ce qui allait devenir En Cavale. La chanson Play back a été reprise en 2002 par Yukihiro Fukutomi dans une version house et en 2007, les New-Yorkais d'Escort remixent Seaside Weekend. À partir de là, elle va enregistrer un album tous les ans.
2005 marque la sortie de l'album totalement bossa nova Easy Does It et son CD bonus Issy Does It, également en vinyle, avec les remixes de Thievery Corporation, Nicola Conte et également l'artiste belge Buscemi, avec qui Isabelle avait écrit les titres Seaside et Obrigado pour son album Camino Real.
En 2006, la rencontre avec Thievery Corporation débouchera sur l'écriture de plusieurs morceaux qui seront enregistrés sur l'album d'Antena (le second de la trilogie après Camino del sol), notamment la chanson qui donne son titre à l'album Toujours Du Soleil. 
Cette même année, le remix de Nothing To Los apparaît sur l'album  Versions de Thievery Corporation et la chanson Le Spinner accompagnera la campagne publicitaire de Samsonite pour la création de la valise du même nom.  
2007 est une année prolifique pour Isabelle Antena qui écrit deux chansons pour la série américaine The Boondocks.
LTM réédite Carpe Diem bis (combinaison des deux albums Carpe Diem et Les Derniers Guerriers Romantiques) et Permanent Vacation sort en juin l'album Versions Speciales/Camino Del Sol (le classique d'Antena remixé par Joakim Todd Terje, Nouvelle Vague, Phreek plus one et Disco Devil.
2008 voit le retour d'Isabelle au Japon, avec l'album  French Riviera, produit par Yukihiro Fukutomi. Elle travaille pour cet album avec la crème du Nu Jazz japonais, Kyoto Jazz Masive, Jazztronik, Tatsuo Sunaga mais aussi Hajime Yoshizawa et bien sûr Yukihiro Fukutomi.
Sa fille Penelope Antena est compositrice et interprète.

## Discographie
- Camino Del Sol (1982)
- En cavale (1984)
- Hoping for love (1986)
- On A Warm Summer Night/Tous Mes Caprices (1987)
- Intemporelle (1988)
- De L'Amour Et Des Hommes vol1 (1989)
- Les Derniers Guerriers Romantiques (1990)
- Carpe diem (1992)
- More acid than jazz/Plus Acid Que Jazz (1994)
- A La Belle Etoile (1996)
- Mediterranean Songs (1998)
- De L'Amour Et Des Hommes vol2 (1999)
- Pause Café (2002)
- Easy does it (2005)
- Issy does it (2005) (Remixes: Nicolas Conte, Thievery Corporation, Buscemi...)
- Toujours au soleil (2006)
- Camino del sol Versions Speciales (2007)
- Sous influences (2007)
- French Riviera (2008) (Kyoto Jazz Massive, Jazztronik, Tatsuo Sunaga)
- Bossa Super Nova (2010)